# Sisco (bande dessinée)
Pour les articles homonymes, voir Sisco (homonymie).
Sisco est une série de bande dessinée, au trait réaliste, scénarisée par Benec et dessinée par Thomas Legrain. La mise en couleur a été faite par le Studio 9 et Wang Peng jusqu'au tome 3, Filippo Rizzu  traita les tomes 4 à 8, Elvire De Cock pris ensuite le relais pour les tomes 9 à 12. Le lettrage est réalisé par Michel Brun.
La série, découpée en diptyques, met en scène Vincent Sisco-Castiglioni, dit « Sisco », un agent « spécial » de l’Élysée.

## Synopsis
Dans l'ombre de l'Élysée, des hommes se chargent de huiler les rouages de la politique à coups de 9 mm. Officiellement affectés à la protection du Président et de ses proches au sein de la DGSPPR (Direction Générale des Services de Protection du Président de la République), ils se trouvent aussi en première ligne dès qu'il s'agit de protéger la raison d'État, même lorsque celle-ci se confond parfois étrangement avec celle du Président...
Parmi ses hommes, Sisco, l'un des meilleurs.

### Cycle 1
Initialement, une mission de confiance assez simple : faire taire un des conseillers du Président s’apprêtant à témoigner devant un juge et une journaliste, dans une affaire qui pourrait mettre en cause le Président. Mais un témoin, fort malvenu, parvient à s'enfuir avec une vidéo de ses œuvres. Sisco doit impérativement empêcher le témoin de remettre la vidéo à la journaliste, sans quoi les choses pourraient se gâter…

### Cycle 2
Après les remous de sa dernière mission, Sisco évite la mise à pied mais se retrouve à faire la babby-sitter pour la fille du Président. Le job est loin d'être simple : la jeune femme est une spécialiste des soirées arrosées (au Gin-Fizz) et des rails de cocaïne. Et ça tombe plutôt mal lorsque son père veut faire passer une loi répressive envers les dealers et les drogués.
Sans parler du complot la visant qui se trame dans l'ombre...

### Cycle 3
Changement de décor pour Sisco qui doit assurer la protection du Président à l'ONU où il veut demander une intervention militaire contre des réseaux mafieux. Une mission plus complexe qu'il n'y parait car l'arrivée à New-York lui réserve une surprise de taille, rapidement troublée par les actions croisées des mafieux prêts à tout pour protéger leurs trafics.

### Cycle 4
Pour éviter une récupération par la CIA, la DGSPPR française obtient rapidement de faire sortir Sisco de Ryker’s Island. Son retour à Paris et sa mise sur « voie de garage » aurait dû l'obliger à rester dans l'ombre. Mais, vu son passé délétère, des agents étrangers pensent avoir trouvé en lui le bouc émissaire idéal pour leur projet d'assassinat. Dangereuse erreur d’appréciation…

### Cycle 5
À l'issue de sa dernière mission, Sisco ne fait plus partie de la DGSPPR. Il fait dans la protection privée et accompagne un industriel à Nouméa. Au même moment, des agents de la DGSE, sur ordre du Président, font sauter un dépôt néo-zélandais d'une société américaine d'hydrocarbures. Il ne s'agit rien de moins que d'aider un copain du Président, patron lui-même d'une société concurrente française. Le problème, c'est que le sabotage ne s'est pas totalement déroulé comme prévu. Sans recours sur place, les services français décident de faire appel à Sisco. Ce dernier hésite, puis accepte, mais à une condition. Il ne veut pas d'une mission de nettoyage. Il veut d'abord tenter de sauver les agents. Mais les choses ne sont jamais simples...

### Cycle 6
Les ors de la République et son cortège de coups tordus. Dernier de la liste : des documents "gênants" à reprendre chez un ministre en déchéance pour les planquer en Belgique. Mais les Russes, mouillés dans l'affaire, n'envisagent pas de laisser passer cette occasion de les récupérer...
A peine réintégré, et toujours obsédé par l'enlèvement de Manon, Sisco va devoir retrouver rapidement ses vieux réflexes pour éviter les balles : la meilleure défense restera toujours l'attaque !
Derniers albums de la série pour une fin sous tension.

## Albums

### Cycle 1
- Tome 1 - Ne tirez que sur ordre ! - Le Lombard, janvier 2010 -  (ISBN 978-2-8036-2660-1)
- Tome 2 - Faites-la taire ! - Le Lombard, août 2010 -  (ISBN 978-2-8036-2695-3)

### Cycle 2
- Tome 3 - Gin-Fizz - Le Lombard, mars 2011 -  (ISBN 978-2-8036-2799-8)
- Tome 4 - Whisky-Coke - Le Lombard, novembre 2011 -  (ISBN 978-2-8036-2971-8)

### Cycle 3
- Tome 5 - Kalachnikov diplomatie - Le Lombard, septembre 2012 -  (ISBN 978-2-8036-3056-1)
- Tome 6 - Négociations en 9mm - Le Lombard, mai 2013 -  (ISBN 978-2-8036-3199-5)

### Cycle 4
- Tome 7 - La loi de Murphy - Le Lombard, janvier 2014 -  (ISBN 978-2-8036-3433-0)
- Tome 8 - Realpolitik - Le Lombard, septembre 2014 -  (ISBN 978-2-8036-3434-7)

### Cycle 5
- Tome 9 - Gold Black - Le Lombard, juin 2016 -  (ISBN 978-2-8036-3698-3)
- Tome 10 - Maori blues - Le Lombard, janvier 2017 -  (ISBN 978-2-8036-7002-4)

### Cycle 6
- Tome 11 - Belgian Rhapsody - Le Lombard, juin 2020 -  (ISBN 978-2-8036-7686-6)
- Tome 12 - Roulette russe - Le Lombard, janvier 2021 -  (ISBN 978-2-8036-7690-3)

## Anecdotes
La série et le premier cycle s'inspirent très librement du suicide de François de Grossouvre, que certains complotistes considèrent comme étant un assassinat, alors que l'enquête a conclu au suicide. Partant de la première thèse, Benec échafaude une histoire totalement fictive autour d'une sorte d'anti-héros, au premier abord assez antipathique et cynique.
Le second cycle autour de la fille du Président français, semble s'inspirer, pour sa part, de l'existence de Mazarine Pingeot, fille longtemps cachée de François Mitterrand, mais de façon assez éloignée.
Le cycle 4 se base sur plusieurs faits d'armes de services secrets du Moyen-Orient (attentats en Syrie et dans la péninsule arabique, vente de sous-marins au Pakistan, etc.) pour construire une histoire totalement fictive.
Le cycle 5 décrit un sabotage avec explosifs en Nouvelle-Zélande par un coupe d'agents de la DGSE. Cette situation semble clairement inspirée de l'affaire du Rainbow Warrior qui avait défrayé la chronique en 1985. Il y est d'ailleurs fait directement allusion dans le tome 9, page 13.